# Challenger de Brasilia
El Aberto de Brasília fue un torneo profesional de tenis. Perteneció al ATP Challenger Series. Se jugó en los años 2009 y 2010 sobre pistas duras, en Brasilia, Brasil.

## Palmarés

### Individuales
| Año  | Campeón       | Finalista          | Resultado   |
| ---- | ------------- | ------------------ | ----------- |
| 2010 | Tatsuma Itō   | Izak van der Merwe | 6–4, 6–4    |
| 2009 | Ricardo Mello | Juan Ignacio Chela | 7–6(2), 6–4 |

### Dobles
| Año  | Campeones                          | Finalistas                  | Resultado   |
| ---- | ---------------------------------- | --------------------------- | ----------- |
| 2010 | Franco Ferreiro André Sá           | Ricardo Mello Caio Zampieri | 7–6(5), 6–3 |
| 2009 | Marcelo Demoliner Rodrigo Guidolin | Ricardo Mello Caio Zampieri | 6–4, 6–2    |